# Profit
Profitul este un venit material sau spiritual care poate fi venitul adus de capitalul utilizat într-o întreprindere, reprezentând diferența dintre încasări și totalul cheltuielilor. Acest venit este partea de bani rămasă după o investiție în scopul de a oferi bunuri și servicii. După cheltuirea unei părți din suma de bani procurată într-un anumit fel (împrumut de la o bancă, împrumut de la  o anumită persoană, alte venituri sau alte cheltuieli, etc.) pentru toate nevoile apărute (cheltuielile făcute pentru capital, materiile prime, procesul tehnologic, resursele umane, etc.), partea rămasă din totalul sumei de bani este rezultatul fiscal care se determină prin respectarea și aplicarea principiului conectării cheltuielilor numit profit. Dacă din profitul contabil se deduce impozitul de profit, se obține profitul net.

## Formele profitului
- Profitul brut, partea ce rămâne din venitul total după ce s-au micșorat cheltuielile de producție;
- Profitul net, partea din profitul brut care ramâne dupa ce au fost deduse dobânda la capitalul propriu al întreprinzătorului, salariul ca recompensă pentru activitatea sa, arenda și chiria pentru terenul și clădirea care îi aparțin, impozitele și taxele ce se suportă direct din profit;
- Profitul normal, legitim sau justificat, reprezintă remunerarea serviciilor întreprinzătorului, recompensa sa pentru priceperea sa și răspunderea pe care și-o asumă, prima pentru risc si incertitudine;
- Profitul pur sau supraprofitul, generat de împrejurări deosebite, care nu au legătură cu activitatea întreprinzătorului.  Este obținut de acei întreprinzători care au o poziție de monopol în producerea și/sau vânzarea produselor.

## Vezi și
- Externalitate
- Funcție de acumulare